# Грин Форест (Арканзас)
Грин Форест (енгл. Green Forest) град је у америчкој савезној држави Арканзас.

## Демографија
По попису из 2010. године број становника је 2.761, што је 44 (1,6%) становника више него 2000. године.
| Група             | 2000.         | 2010.         |
| Белци             | 1.747 (64,3%) | 1.594 (57,7%) |
| Афроамериканци    | 11 (0,4%)     | 20 (0,7%)     |
| Азијати           | 13 (0,5%)     | 19 (0,7%)     |
| Хиспаноамериканци | 902 (33,2%)   | 1.077 (39,0%) |
| Укупно            | 2.717         | 2.761         |